# Johan Scherrewitz
Johan Scherrewitz (* 18. März 1868 in Amsterdam; † 9. August 1951 in Hilversum) war ein niederländischer Maler der Haager Schule.

## Leben
Sein künstlerisches Talent erbte Scherrewitz von seiner Mutter, die Französin und mit dem Maler Antoine Renou verwandt war. 
Zunächst nahm er Kunstunterricht bei einem Zeichenlehrer in Velsen, später studierte er Malerei bei dem niederländischen Landschaftsmaler Geo Poggenbeek.  Zeit seines Lebens blieb Scherrewitz dem Stil der Haager Schule treu. Die von ihm gemalten Landschaften werden oft von Hirten mit Schafen, Bauern mit Kühen und Fischern mit ihren Kähnen, Karren und Pferden bevölkert.
In seiner Jugend arbeitete Scherrewitz bis 1898 in Amsterdam, bis 1902 in Laren und zwischen 1902 und 1904 in Haarlem, ließ sich aber schließlich in Hilversum nieder. 
Scherrewitz malte Landschaften mit Rindern, aber seine schönsten Gemälde waren die der Küste, oft mit holländischen Fischerbooten oder Pferden mit Karren. Seine Werke sind stets erkennbar an ihrem offenen holländischen Himmel und dem glitzernden Wasser mit schimmernden Reflexen. 
Er war Mitglied der St. Luke’s Academy in Amsterdam und der „Arti et Amicitiae“. Scherrewitz reiste nach Frankreich und Deutschland, viele Gemälde des Künstlers wurden jedoch nach England exportiert. 
Er stellte 1907 an der Royal Academy, 1909 in Liverpool und 1916 an der Royal Scottish Academy aus. 
Seine Werke befinden sich in vielen Privatsammlungen auf der ganzen Welt, darunter auch in der von Königin Wilhelmina von Holland.

## Werke (Auswahl)
- Muschelfischer am Strand
- Fischerboote am Strand
- Holzsammeln mit einem Pferdewagen in einer Dünenlandschaft
- Holzsammler hinter de Dünen
- Fischerboote am Strand
- Garnelenfischer
- Auf dem Treidelweg
- Abladen von der Karre in den Dünen
- Heidelandschaft
- Pflügender Bauer
- Der Holzsammler
- Zwei Kälber in der Wiese